# Wojcieszyce (wieś w województwie lubuskim)

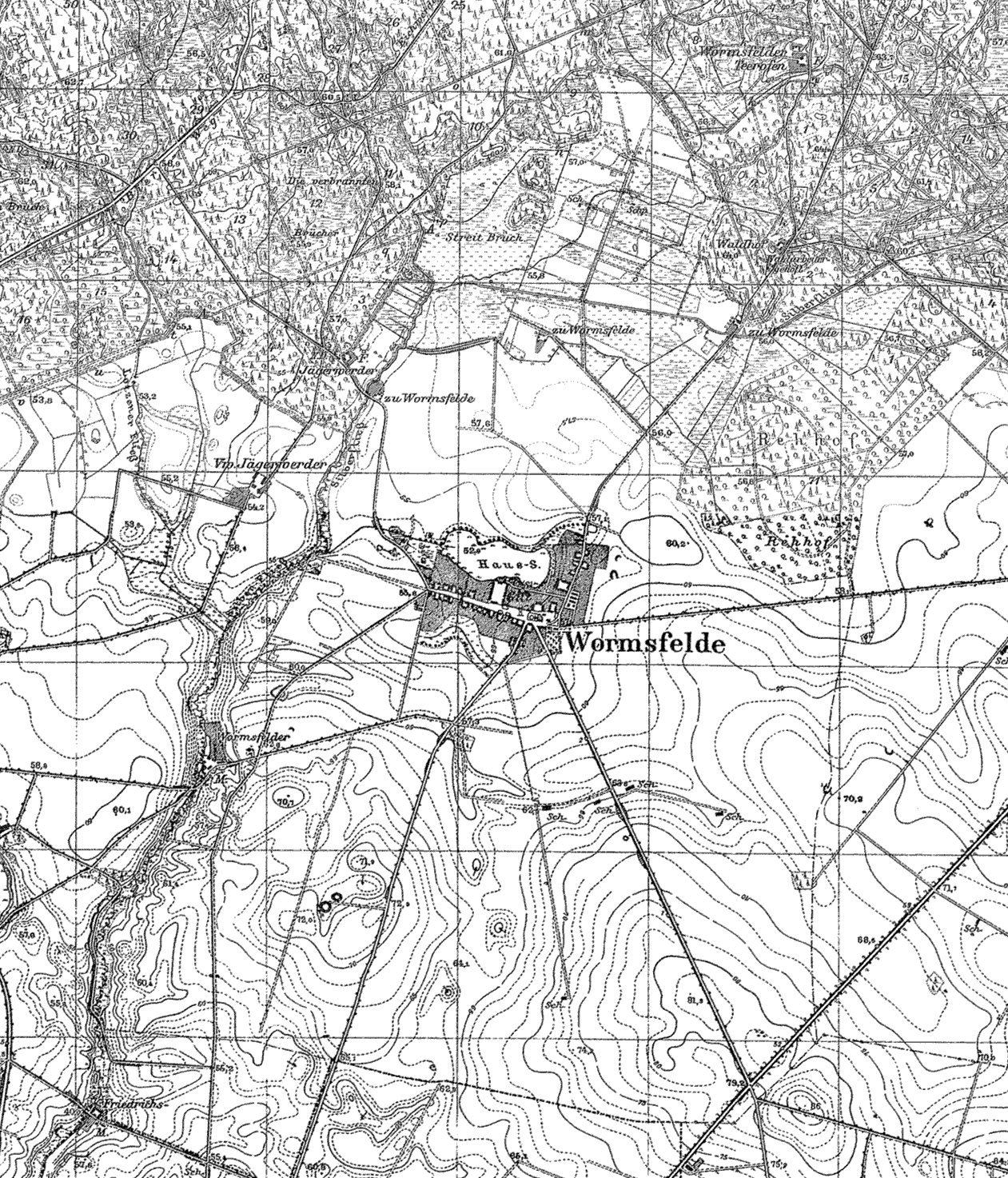
Połączone wycinki niemieckich map sztabowych z 1934 i 1936 r.

Wojcieszyce (niem. Wormsfelde) – licząca niespełna tysiąc mieszkańców popegeerowska wieś sołecka o średniowiecznym rodowodzie, w pobliżu Gorzowa Wlkp., w Polsce, województwie lubuskim, powiecie gorzowskim, gminie Kłodawa.
W latach 1975–1998 miejscowość należała administracyjnie do województwa gorzowskiego.

## Położenie
Z punktu widzenia regionalizacji fizycznogeograficznej Wojcieszyce znajdują się w megaregionie Pozaalpejska Europa Środkowa, prowincji Niż Środkowoeuropejski, podprowincji Pojezierze Południowobałtyckie, makroregionie Pojezierze Południowopomorskie i wchodzącym w jego skład mezoregionie Równina Gorzowska. Jest to teren o charakterze wyżynnym, ukształtowany pod wpływem procesów glacjalnych najmłodszego, bałtyckiego zlodowacenia, porośnięty gęstymi lasami, gdzie występują liczne jeziora. Wśród utworów geologicznych na terenie wsi i wokół niej przeważają gliny zwałowe, ich zwietrzeliny oraz piaski i żwiry lodowcowe.
Zasadnicza część wsi (tzw. Stara Wieś) jest ulokowana nad Jeziorem Wojcieszyckim, 7,5 km w linii prostej na północny wschód od centrum Gorzowa Wielkopolskiego. Od granicy miasta dzielą ją w linii prostej 2,5 km przez rozległe pola, natomiast znajdujące się w budowie Osiedle Południowe graniczy z nim bezpośrednio. Pola ciągną się również na wschód, aż do wsi Różanki. Od zachodu granicę z sołectwem Kłodawa stanowi struga Srebrna, wypływająca z jeziora Ostrowite i wpadająca do Kłodawki. Granica północna przebiega skrajem Puszczy Gorzowskiej, najbliższa miejscowość Łośno jest odległa o 6,5 km w linii prostej. Granica południowo-wschodnia opiera się na drodze krajowej nr 22. Odległość do najbliższego przejścia granicznego w Kostrzynie nad Odrą wynosi 51 km w linii prostej i 60 km drogami.
Warunki klimatyczne
Obszar, w którym znajdują się Wojcieszyce, należy do strefy klimatu umiarkowanego, na pograniczu dzielnicy pomorskiej i lubuskiej. Rejon ten zaliczany jest do najcieplejszych w Polsce. Wiatry wieją przeważnie z kierunku zachodniego i południowo-zachodniego. Temperatury w latach 1981–2000 wahały się od -24,6 °C do +37,4 °C. Czas trwania pokrywy śnieżnej w okresach od listopada do kwietnia przekracza 25 dni. Liczba dni z mrozem i przymrozkami nie przekracza 90 do 100, a okres wegetacyjny trwa przez 200–215 dni. Początek fenologicznej wiosny (rozkwitanie roślin, których liście i kwiaty rozwijają się równocześnie) wypada pomiędzy 30 kwietnia a 10 maja. Początek wczesnej jesieni (pełnia kwitnienia wrzosów i dojrzewanie owoców kasztanowca) wypada pomiędzy 10 a 15 września.
Średnia roczna temperatura z wielolecia wynosi +8,0 °C, średnia temperatura w okresie zimowym +2,3 °C, w okresie letnim +13,9 °C. Średnia temperatura stycznia kształtuje się na poziomie -1,5 °C, a temperatura lipca +17,7 °C. Przeciętna ilość opadów waha się w granicach 500–600 mm rocznie. Skrajne wartości opadów występują w lipcu (ok. 80 mm) i lutym (ok. 30 mm). Średnia liczba dni w roku z opadem śnieżnym wynosi 34 dni. Pierwszy opad śnieżny występuje średnio w drugiej połowie listopada, a ostatni w pierwszej połowie kwietnia. Średnia liczba dni pochmurnych wynosi około 150 rocznie, z czego najwięcej przypada na miesiące zimowe.
Otoczenie przyrodnicze
Większość powierzchni sołectwa zajmują pola uprawne III, IV i V klasy bonitacyjnej, które należą do najlepszych użytków rolnych w gminie. Jezioro Wojcieszyckie posiada 570 m długości, 210 m szerokości, głębokość 8 metrów i powierzchnię 10,5 ha. Do jego północnego brzegu przylega Obszar Chronionego Krajobrazu nr 2 Puszcza Barlinecka, jednak lasy zaczynają się nieco ponad kilometr dalej na północ. Dominują w nich drzewostany sosnowe, bukowe, dębowe i mieszane, a w bogatych i różnorodnych siedliskach występuje bogata flora i fauna zwierząt kręgowych i bezkręgowych, w tym 142 gatunki ptaków. Niedaleko Wojcieszyc znajdują się miejsca gniazdowania dużych ptaków drapieżnych z rodziny jastrzębiowatych – orlika krzykliwego oraz kani rudej. W samej wsi, na terenie dawnego cmentarza ewangelickiego, jest park o powierzchni 0,74 ha; jego drzewostan tworzą m.in. świerk pospolity i żywotnik olbrzymi.
Pomniki przyrody
Dąb szypułkowy (Quercus robur) rosnący na terenie parku. Obwód na wysokości 1,3 m – 432 cm, wysokość 28 m.
Głaz z napisem gotykiem "Wanschen-1932", zlokalizowany przy ogrodzeniu szkółki w pobliżu leśniczówki Dzicz. Data ustanowienia: 2006-06-20.

## Układ przestrzenny
Wieś posiada zróżnicowane funkcje i równie mocno zróżnicowaną zabudowę. Na historyczny układ wsi ulicowo-placowej z nadal widocznym zarysem nawsia nałożyła się w drugiej połowie XX w. zabudowa wielorodzinna w postaci dwu- i pięciokondygnacyjnych bloków mieszkalnych wraz z zespołem garaży i ciepłownią (nieczynną), zlokalizowana w północno-wschodniej części wsi (rejon ulic Osiedlowej i Strzeleckiej). Na terenie pofolwarcznym oraz przylegających doń od wschodu i zachodu obszarach (w tym dawnego parku przydworskiego) wybudowano kilka obiektów gospodarskich i technicznych o znacznych rozmiarach. Efekty tych poczynań negatywnie kształtują krajobraz wsi, zwłaszcza że teren pofolwarczny (dawnej bazy Stacji Hodowli Roślin) jest słabo wykorzystywany i mocno zaniedbany. W obowiązującym Studium uwarunkowań i kierunków zagospodarowania przestrzennego gminy Kłodawa znajduje się stwierdzenie, że „z całą pewnością w Wojcieszycach potrzebne są działania rewitalizacyjne, które poprawiłyby ten wizerunek”.
Główną osią komunikacyjną wsi jest ulica Wspólna, stanowiąca odcinek równoleżnikowej drogi asfaltowej z Kłodawy do Różanek. Ważną rolę odgrywają również trzy inne drogi wychodzące z centrum wsi. Na północ prowadzi ul. Strzelecka, która zaraz po skończeniu się zwartej zabudowy przechodzi w drogę gruntową do Łośna. Na południowy wschód, do skrzyżowania z drogą krajową nr 22 i dalej do wsi Wawrów w gminie Santok, wiedzie ul. Parkowa. Stanowi ona główną drogę dojazdową do Gorzowa Wlkp. i zastąpiła w tej roli ulicę Polną oraz jej przedłużenie w kierunku południowo-zachodnim, które jest obecnie drogą gruntową, przejezdną tylko dla rowerów.
Obiekty tworzące infrastrukturę społeczną: GOK, świetlica wiejska, przedszkole, punkt lekarski i stadion, są skoncentrowane we wschodniej części wsi. Jeszcze dalej na wschód znajduje się kompleks ogródków działkowych. W centrum wsi, na otoczonej murem ćwierćhektarowej działce, stoi średniowieczny kościół. W jego sąsiedztwie są słabo zagospodarowane tereny zielone oraz przystanek komunikacji autobusowej. Około 100 metrów na południe znajduje się mocno zaniedbany park z lapidarium, w którym zgromadzono resztki nagrobków.
Przy drogach wytyczonych przed 1945 rokiem, tj. ulicach Wspólnej, Parkowej, Polnej, Strzeleckiej i Kasztanowej, rozciąga się zabudowa o charakterze zagrodowym. W latach 80. XX w. zaczęło się rozwijać jednorodzinne budownictwo mieszkaniowe przy nowo wytyczanych ulicach: Sportowej, a potem Jeziornej i Krętej. Odbywa się to w dość powolnym tempie, dzięki czemu Wojcieszyce, w odróżnieniu od sąsiednich wsi, nie wykazują tendencji do przekształcania się w suburbium Gorzowa Wlkp. W niedalekiej przyszłości sytuacja zacznie się po części zmienić, bowiem rozpoczęła się zabudowa tzw. Osiedla Południowego, rozległego terenu 3 km od centrum wsi, przy skrzyżowaniu ul. Parkowej z drogą nr 22, na którym wyznaczono ponad 90 działek mieszkaniowych i usługowo-mieszkaniowych. W jego sąsiedztwie, przy samej granicy z miastem, znajduje się salon samochodowy firmy Toyota. Około 30 działek budowlanych zostało wytyczonych na wschód oraz na południe od ul. Krótkiej, jednak żadna z nich nie została jeszcze zagospodarowana.
Niedaleko od południowych zabudowań wsi znajduje się teren o powierzchni ok. 30 ha po farmie krów mlecznych, której budynki zostały wyburzone w roku 2011. Jego aktualne przeznaczenie, to „usługi komercyjne”. Po drugiej stronie drogi (ul. Parkowej) został wytyczony obszar o powierzchni ok. 25 ha, co do którego Rada Gminy wyraziła zgodę na włączenie do Kostrzyńsko-Słubickiej Specjalnej Strefy Ekonomicznej i zleciła opracowanie dla niego miejscowego planu zagospodarowania przestrzennego. Nieco później została podjęta uchwała o przystąpieniu do opracowanie miejscowego planu zagospodarowania przestrzennego pozostałej części wsi.

## Toponimia
Nazwa miejscowości
Pierwszy znany zapis nazwy dzisiejszej wsi Wojcieszyce – Wormesuelde znajduje się w Katastrze Nowomarchijskim, rejestrze sporządzonym w 1337 r. dla celów podatkowych na polecenie margrabiego Brandenburgii Ludwika Starszego. W roku 1351 została ona zapisana jako Wormesvelde, w 1435 Wormesfelde, w 1460 Wurmszfelde, w 1586 Wormsfelde. Etymologia niemieckiej nazwy nie jest jasna, może ona oznaczać zarówno „Zarobaczone Pole” (od Wurm = robak), jak i „Wormackie Pole” (od Worms = Wormacja, miasta nad Renem).
Polska nazwa nie ma związku etymologicznego z niemiecką. Została nadana w roku 1945 przez podkomisję poznańską Komisji Ustalania Nazw Miejscowości na podstawie propozycji Stanisława Kozierowskiego.
Jezioro
Wojcieszyckie, niem. Haus See bei Wormsfelde lub Wolmsferser See. Na niemieckiej mapie sztabowej z roku 1936, a także na odręcznie wykonanym przez byłą mieszkankę planie wsi, użyto nazwy skróconej Haus-S. Nazwa polska jest kalką językową i również pochodzi od nadjeziornej miejscowości.
Rzeczka
Srebrna, niem. Silberfliess – struga przepływająca na północ i zachód od Starej Wsi. Polska nazwa jest kalką językową niemieckiej.
Przysiółki
- leśniczówka Dzicz, leśniczówka Wojcieszyce lub Tarnina[22] na niem. mapie sztabowej z 1934 r. oznaczona jako Jägerwerder zu Wormsfelde[27] – niewielka osada leśna, położona na północny zachód od zasadniczej części wsi. Formalnie należy do obrębu ewidencyjnego Łośno, jednak posiada wojcieszycki adres pocztowy (ul. Leśna 4)[28].
- Kaczy Dołek, na niem. mapie sztabowej z 1936 r. oznaczony jako Wormsfelder M (M = Mühle = młyn ?) – zabudowania wśród pól przy stopniu wodnym na Srebrnej. Prowadząca do niego droga na planie zamieszczonym w periodyku „Heimatblatt”[26] jest oznaczona jako Mühlenweg nach Kladow.
- niem. Wormsfelder Mühle, pol. Kłonia – istniejący od średniowiecza młyn wodny nad Srebrną[24]. Nazwa zanikła.
- gajówka Kowalaka – pochodząca od nazwiska mieszkańców potoczna nazwa jednozagrodowej osady leśnej, która na niem mapie sztabowej z 1934 r. jest oznaczona jako Waldchof, Waldarbeiter gehöft. Osada posiada wojcieszycki adres pocztowy (ul. Strzelecka 41), jest przypisana do obwodu głosowania[29] oraz okręgu wyborczego[30] z siedzibą we wsi Wojcieszyce, choć formalnie znajduje się w obrębie ewidencyjnym Łośno i stanowi wyodrębnioną w systemie TERYT[31] miejscowość o nazwie Wojcieszyce.
- Wojcieszki, niem. Wormsfelde F. (miejscowość) – nazwa zanikła[22].

Ulice
- na terenie starej wsi nazwy zostały nadane w roku 2004: Jeziorna, Kasztanowa, Krótka, Leśna, Osiedlowa, Polna, Parkowa, Sportowa, Strzelecka, Wspólna[32].
- na terenie Osiedla Południowego nazwy zostały nadane w roku 2007: Bananowa, Daktylowa, Figowa, Kokosowa, Mandarynkowa, Palmowa, Pomarańczowa, Słoneczna[33].
- nowa ulica, przylegające od południa do starej wsi, otrzymała w roku 2008 nazwę: Kręta[34].

Inne
- Wojtki – zdrobniała nazwa wsi, używana przez mieszkańców.
- Stara Wieś – nieoficjalne określenie obszaru wsi w granicach historycznych (łącznie z osiedlem bloków).
- Osiedle Południowe – teren u zbiegu drogi powiatowej nr 1404F (ul. Parkowej) z drogą krajową nr 22, na którym znajduje się ponad 90 działek budowlanych. Nazwa ma charakter oficjalny, bowiem została użyta w uchwale Rady Gminy[35].
- Bermudy – potoczna, mocno utrwalona nazwa osiedla domów jednorodzinnych, należącego do wsi Wawrów w gminie Santok, sąsiadującego przez drogę krajowa nr 22 z Osiedlem Południowym.
- Żarnowiec – potoczna nazwa miejsca wśród pól porośniętego tą rośliną, na południe od zabudowań Starej Wsi.
- do Kowalaka lub droga czołgowa, niem. Pommersche Strasse[27] – 1) Potoczne nazwy drogi gruntowej, wychodzącej na północ ze Starej Wsi, prowadzącej do gajówki Kowalaka i dalej na północ przez Puszczę Gorzowską. 2) Przed 1990 r. podczas manewrów wojskowych przemieszczały się nią pojazdy pancerne. 3) W średniowieczu był to fragment szlaku handlowego z Landsberga nad Wartą (Gorzowa Wlkp.) na Pomorze Zachodnie[24].

## Historia
Najstarsze stwierdzone ślady penetracji grup ludzkich w okolicach Wojcieszyc sięgają mezolitu (8300/8200 – 4500/4300 p.n.e.). Wśród znalezisk z neolitu (4500/4300 –1700 p.n.e.) udało się wyróżnić wytwory społeczności kultury pucharów lejkowatych i kultury amfor kulistych. Stwierdzono istnienie osad oraz licznych cmentarzysk kultury łużyckiej z epoki brązu (1100 – 650 p.n.e.) oraz epoki żelaza (650 – 400r p.n.e.).
Następnym etapem dziejów Wojcieszyc, znajdującym odzwierciedlenie w materiale archeologicznym, było wczesne średniowiecze. Zabytki z tego okresu (VIII – XII w ne), to kilka fragmentów ceramiki naczyniowej, znalezionych w trakcie badań powierzchniowych. Przy trakcie handlowym z Landsberga nad Wartą (dzisiejszego Gorzowa Wielkopolskiego) na Pomorze Zachodnie istniała osada, na skraju której ukryto skarb pomiędzy 1261 a 1290 rokiem. Pozwala to sądzić, że wieś została założona wcześniej, niż wskazują na to źródła pisane (1337 r.) oraz że była pierwotnie zamieszkiwana przez ludność słowiańską.
Do połowy XIII w. tereny nad dolną Wartą należały do księstwa wielkopolskiego i wchodziły w skład państwa polskiego. Później znalazły się w składzie Nowej Marchii, powstałej w wyniku ekspansji margrabiów z dynastii askańskiej na ziemie pogranicza zachodniopomorsko-wielkopolskiego. Najwcześniejszymi znanymi właścicielami Wormsfelde, które już wtedy były wsią dużą, posiadającą 64 łany ziemi, była rycerska rodzina von Rakow. Na początku XV w. stanowiły (razem z Różankami, Janczewem i Santokiem) część majątku rodziny von Strauss.
W roku 1654 mocno zniszczoną w wyniku wojny trzydziestoletniej wieś kupił Jan Weitzmann. W 1714 jej właścicielem został polski szambelan dworu Żychliński, w 1715 r. należała do polskiego generała-majora von der Marwitza, a w 1718 do Ludwika von Burgsdorfa. W 1736 r. Wormsfelde kupił margrabia Heinrich Friedrich von Schwedt. Po jego śmierci w 1788 r. majątek przeszedł w ręce Leopolda Fryderyka von Anhalt-Dessau i od tego czasu należał do rodu Anhalt jako część ordynacji. W 1907 domenę Wormsfelde wydzierżawił Otto Schleusener, a w 1921 Jan Schleusener. W 1929 r. doszło we wsi do wielkiego pożaru.
W roku 1945, w wyniku Układu Poczdamskiego, wieś znalazła się w granicach państwa polskiego i uzyskała nazwę Wojcieszyce. Powojenny rozwój był mocno związany ze Stacją Hodowli Roślin.

## Zabytki i archeologia
Kościół
W wojewódzkim rejestrze zabytków widnieje kościół filialny pw. Podwyższenia Krzyża Świętego o cechach romańsko-gotyckich oraz barokowych. Orientowany, jednoprzestrzenny, usytuowany w centralnej części wsi na prostokątnej działce otoczonej murem. Kamienny korpus powstał na przełomie XIII i XIV wieku, w początkach XVIII wieku została dobudowana apsyda oraz wieża o konstrukcji ryglowej.
Zabudowania pofolwarczne
Zespół folwarczny znajduje się w środkowo-zachodniej części wsi, pomiędzy drogą Kłodawa-Różanki (ul. Wspólną) a jeziorem. Wjazd na teren założenia usytuowany jest niesymetrycznie po stronie południowej. Obiekty gospodarcze, które powstały w początkach XX w., wyznaczają prostokątny kształt podwórza folwarcznego. Od strony północnej jego przestrzeń domyka dominująca bryła dworu. Teren nieznacznie obniża się w kierunku północnym, a w sąsiedztwie dworu wyraźnie opada ku jezioru. Po stronie wschodniej podwórza zachowała się dawna droga brukowana.
W części północnej, pomiędzy dworem a obiektami gospodarczymi, przebiega droga wewnętrzna w kierunku wschód – zachód. Po stronie wschodniej prowadzi ona do gorzelni (o pierwotnej zdolności produkcyjnej 100 tys. litrów spirytusu rocznie) wybudowanej w roku 1924 oraz do bazy sprzętu technicznego z lat 70. XX w. Po stronie zachodniej wiedzie do współczesnych obiektów inwentarskich. W przeszłości znajdował się tam sad dochodzący do jeziora, ale według mapy z 1893 roku w tym miejscu znajdowały się już obiekty gospodarcze (stodoła i stajnia). Na początku XX w. wybudowano na ich miejscu nowe, wykorzystując częściowo fundamenty.
Jeszcze dalej na zachód rozciągał się park, który został zlikwidowany w latach siedemdziesiątych XX w. Postawiono tam oborę, stodołę i magazyn techniczny. W kolejnym dziesięcioleciu zmieniono pokrycia dachowe spichlerza i mieszkania oraz obory, wymieniono również tynki zewnętrzne dworu. W 1993 r. przeprowadzono remont gorzelni.
Dwór (tzw. pałacyk) składa się z dwóch części – pierwotnej, zbudowanej w 1907 r. z przeznaczeniem na mieszkanie dzierżawcy folwarku (domeny) oraz dobudowanej w czasie II Wojny Światowej. Część zachodnia jest dwukondygnacyjna, podpiwniczona, z dachem mansardowym; w narożu południowo-wschodnim znajduje się wieża na rzucie koła, nakryta dachem stożkowym. Drzwi osadzone są w portalu o mocnym gzymsie profilowanym. Od strony północnej znajduje się aneks z werandą. Część wschodnia – parterowa, także podpiwniczona, przykryta dwuspadowym dachem. Dwór otoczony jest parkanem z dawnymi filarkami. W pierwszym powojennym dziesięcioleciu były tam mieszkania służbowe, sala widowiskowa (gdzie odbywały się potańcówki i zebrania) oraz stołówka. W latach sześćdziesiątych lub siedemdziesiątych przebudowano salę na biura.
Po II wojnie światowej na terenie pofolwarcznym mieściła się baza PGR, a od lat 60 – SHR. Po jego likwidacji zabudowania znalazły się we władaniu Agencji Nieruchomości Rolnych i zostały wydzierżawione. Po roku 2010 dwór jest wykorzystywany jako hotel robotniczy dla pracowników sezonowych z Ukrainy. Zabudowania gospodarcze są wykorzystywane w niewielkiej części i to tylko okresowo, wobec czego popadają w zaniedbanie.
Obiekty w ewidencji konserwatorskiej Gminy Kłodawa
1. kościół pw. Podwyższenia Krzyża, XIII-XIV wiek, ul. Kasztanowa 3
2. cmentarz przykościelny, XIII wiek, ul. Kasztanowa 3
3. cmentarz ewangelicki,	połowa XIX w., ul. Parkowa
4. budynek mieszkalny, mur., pocz. XX w., ul. Wspólna 18
5. budynek mieszkalny, mur., lata 20 XX w., ul. Wspólna 20 (6)
6. budynek mieszkalny, mur., lata 20 XX w., ul. Wspólna 26 (8)
7. budynek mieszkalny, mur., lata 20 XX w., ul. Wspólna 34 (10)
8. obora, mur., 1888 r., ul. Wspólna 11
9. budynek mieszkalny, mur., pocz. XX w. ul. Wspólna 15
10. budynek mieszkalny, mur., ok. 1900 r., ul. Wspólna 23 (48)
11. obora, mur., 1888 r. ul. Wspólna 23 (48)
12. pałacyk – teren SHR, mur., pocz. XX w., ul. Wspólna 27
13. magazyn – teren SHR, mur., pocz. XX w., ul. Wspólna
14. magazyn – teren SHR, mur., pocz. XX w., ul. Wspólna
15. magazyn z drewnianymi wrotami – teren SHR, mur., pocz. XX w., ul. Wspólna
16. budynek mieszkalny, mur., pocz. XX w., ul. Kasztanowa 2
17. obora, mur., 1892 r., ul. Kasztanowa 2
18. obora, mur., 1892 r., ul. Kasztanowa 2
19. budynek mieszkalny, mur., ok. 1910 r., ul. Strzelecka 13 (39)
20. obora, mur.-drew, 1929 r., ul. Strzelecka 13 (39)

Stanowiska archeologiczne
W ewidencji Wojewódzkiego Urzędu Ochrony Zabytków znajduje się 149 stanowisk archeologicznych z terenu wsi rozumianego jako obręb ewidencyjny. Są to najczęściej osady, cmentarzyska i obozowiska z różnych okresów historycznych. W wojewódzkim rejestrze zabytków widnieje 7 stanowisk, głównie osad z okresu wpływów rzymskich, a także średniowiecza i neolitu
Pierwsze ślady osadnictwa pochodzą z okresu halsztackiego (650-400 rok p.n.e.). W 1927 zostało odkryte cmentarzysko ciałopalne z grupy górzyckiej, zawierające 9 popielnic, żelazny nóż oraz brązową szpilę. Kolejne cmentarzysko z okresu kultury łużyckiej odkryto w roku 1976 na lewym brzegu rzeczki Srebrnej. Rok wcześniej na terenie wsi został odnaleziony skarb składający się z 248 monet: denarów, oboli i brakteatów guziczkowych, wybitych w mennicach brandenburskich, anhaltskich, czeskich, krzyżackich, szwedzkich i polskich, ukryty poza ówczesną osadą lub na jej skraju.

## Ludność
| Wiek           | Liczba mieszkańców | Liczba mieszkańców | Liczba mieszkańców | Liczba mieszkańców | Liczba mieszkańców | Liczba mieszkańców |
| Wiek           | ogółem             | ogółem             | kobiety            | kobiety            | mężczyźni          | mężczyźni          |
| Wiek           | osób               | %                  | osób               | %                  | osób               | %                  |
| 0 – 6 lat      | 71                 | 7,47               | 34                 | 3,58               | 37                 | 3,89               |
| 7 – 17 lat     | 121                | 12,74              | 57                 | 6,00               | 64                 | 6,74               |
| 18 – 35 lat    | 252                | 26,53              | 112                | 11,79              | 140                | 14,74              |
| 36 – 65 lat    | 424                | 44,63              | 216                | 22,74              | 208                | 21,89              |
| 66 – 80 lat    | 58                 | 6,11               | 30                 | 3,16               | 28                 | 2,95               |
| powyżej 80 lat | 24                 | 2,53               | 13                 | 1,37               | 11                 | 1,16               |
| Razem          | 950                | 100,00             | 462                | 48,63              | 488                | 51,37              |

Co najmniej do połowy XV wieku Wojcieszyce (Wormsfelde) były zamieszkiwane przez ludność słowiańską, o czym świadczy wytoczenie w roku 1441 miejscowemu proboszczowi Mikołajowi procesu za głoszenie kazań po polsku. W późniejszym czasie uległa ona germanizacji. Pierwsze, w miarę kompletne dane liczbowe o mieszkańcach, pochodzą z roku 1809, kiedy to w 33 gospodarstwach domowych żyło 289 „dusz”. Wśród nich było 11 chłopów, 12 zagrodników, 13 komorników, 1 chałupnik, kowal, młynarz, smolarz oraz królewski podleśniczy.
Po zakończeniu II Wojny Światowej dotychczasowi mieszkańcy zostali w całości wysiedleni lub wcześniej uciekli przed frontem na zachód. Do roku 1946 stacjonowała we wsi jednostka armii radzieckiej, jednak już w październiku 1945 zaczęli osiedlać się Polacy, głównie przesiedleńcy zza Buga. Większość z nich objęła opuszczone gospodarstwa, niektórzy podjęli pracę w dawnym folwarku, zarządzanym od 1947 przez Państwowe Nieruchomości Ziemskie. Przyrost ludności wsi w latach pięćdziesiątych był w dużej mierze związany ze sprowadzaniem pracowników sezonowych (głównie z rejonów sieradzkiego, rzeszowskiego, kieleckiego i siedleckiego), z których część pozostała w Wojcieszycach na stałe.
Według danych Narodowego Spisu Powszechnego w roku 2002 Wojcieszyce liczyły 894 mieszkańców, z których 230 było w wieku przedprodukcyjnym, 576 w wieku produkcyjnym i 88 w wieku poprodukcyjnym. 20 mieszkańców (w tym 6 kobiet) miało wykształcenie wyższe, 145 (w tym 90 kobiet) średnie zawodowe, ogólnokształcące lub policealne, 250 (w tym 111 kobiet) zasadnicze zawodowe, 302 (w tym 157 kobiet) podstawowe ukończone, 28 (w tym 19 kobiet) podstawowe nieukończone lub nie miało żadnego wykształcenia. Spośród 576 osób w wieku produkcyjnym, 139 było biernych zawodowo, pracowało 303, a 121 było bezrobotnych.
Kolejny Narodowy Spis Powszechny Ludności i Mieszkań przeprowadzony w roku 2011 odnotował 956 mieszkańców, w tym 485 mężczyzn i 471 kobiet. W wieku przedprodukcyjnym było 205 osób, w wieku produkcyjnym 604 osoby (w tym w wieku produkcyjnym mobilnym 400, a w niemobilnym 204) i 97 osób w wieku poprodukcyjnym.
Przez ponad 30 lat losy wielu mieszkańców były związane z państwowym rolnictwem, a jego likwidacja po roku 1989 wywołała zjawiska bezrobocia i wykluczenia społecznego. W znacznej liczbie przypadków uległy one utrwaleniu. W połowie 2015 roku 15,7% mieszkańców wsi korzystało z różnych form pomocy społecznej. Spośród objętych nią 149 osób, 25 prowadziło jednoosobowe gospodarstwa domowe, 12 żyło w gospodarstwach dwuosobowych, a pozostali w gospodarstwach liczących 3 i więcej członków. Otrzymywali oni zasiłki z tytułu niepełnosprawności, stałe lub okresowe, celowe na żywność, opał, leki itp., a także nieodpłatne usługi opiekuńcze, porady, pomoc w załatwianiu spraw urzędowych. 36 dzieci korzystało z bezpłatnych posiłków w swoich szkołach.
Typowe dla tzw. wsi popegeerowskiej problemy społeczno-ekonomiczne łagodził program aktywizacyjny, prowadzony w latach 1991–2004 przez Agencję Własności Rolnej Skarbu Państwa (m.in. kolonie dla dzieci i stypendia edukacyjne), a także położenie wsi w sąsiedztwie sporego miasta, w którym istniały większe szanse zarobku. Bliskość granicy państwa sprzyja podejmowaniu pracy sezonowej oraz emigracji zarobkowej do krajów zachodnioeuropejskich, która nasiliła się po wstąpieniu Polski do Unii Europejskiej w 2004 r. Poprawę przyniosło również polepszenie się koniunktury gospodarczej w kraju, a zwłaszcza na lokalnym rynku pracy (tj. w regionie gorzowskim).

## Aktywność społeczna
Społeczność wsi charakteryzuje duża otwartość, zarówno w relacjach wewnętrznych, jak i na zewnątrz, brak większych napięć i konfliktów, dobre doświadczenia współpracy ludzi z różnych środowisk, wysoki stopień tolerancji w kwestiach obyczajowych, religijnych i politycznych. Przykładem zbiorowych działań na większa skalę i trwałych rezultatach było wybudowanie latach 60 XX w. w czynie społecznym budynku nowej szkoły, a na przełomie lat 70 i 80 stadionu piłkarskiego z pawilonem mieszczącym m.in. szatnie. Wybitne osiągnięcie, jak na miejscowość tej wielkości, stanowił awans i utrzymywanie się przez kilka sezonów drużyny piłkarskiej ZLKS „SHR” w III lidze państwowej oraz doprowadzenie jej do 1/8 finału Pucharu Polski. Współczesnymi przykładami może być organizowanie czynów społecznych przez Radę Sołecką i koło PZW, a także wymiana bruku przed kościołem staraniem Rady Kościelnej. Do negatywów zaliczyć należy jednostkowe, ale powtarzające się akty wandalizmu, polegające na niszczeniu mienia społecznego oraz wyrzucaniu śmieci w miejscach do tego nie przeznaczonych.
W roku 2011 grupa mieszkańców opracowała projekt Planu odnowy miejscowości Wojcieszyce na lata 2011 – 2018. Został on przyjęty przez zebranie wiejskie i po sporych perturbacjach zatwierdzony przez Radę Gminy Kłodawa. Dokument zakłada poprawę stanu infrastruktury społecznej wsi, uładzenie terenów zielonych przy wykorzystaniu pracy społecznej, a także „poszukiwanie dla Wojcieszyc nowego modelu rozwoju, który może polegać m.in. na przekształceniu uzbrojonych, a niewykorzystywanych terenów b. SHR w obszary przemysłowe”.
Samorząd wiejski
Wieś Wojcieszyce oraz osada leśna Wojcieszyce i zabudowania Leśnictwa Dzicz stanowią sołectwo Wojcieszyce działające na podstawie statutu nadanego przez Radę Gminy Kłodawa. Sołtysem od roku 2019 jest Ewelina Juszczyk. W skład Rady Sołeckiej wchodzą: Grażyna Gadzicka, Grzegorz Głodek, Patrycja Grabarek, Irena Kęska, Rafał Kobus, Dariusz Makasów, Paweł Markiewicz, Elwira Pałka, Henryk Sikora, Robert Wasilewski i Anna Sinkowska.
Sołectwo zarządza i korzysta ze składników mienia komunalnego, przekazanych uchwałą Rady Gminy, w postaci działki o powierzchni 0,33 ha i znajdującego się na niej budynku dawnej szkoły o powierzchni użytkowej ok. 250 m³ zaadaptowanego na świetlicę. Dysponuje środkami finansowymi wyodrębnionymi w budżecie gminy jako fundusz sołecki. Ich wysokość w roku 2020 określono na 47 259,30 zł, a na rok 2021 na 53 597,80 zł. Decyzje o wykorzystaniu środków stojących do dyspozycji sołectwa podejmują mieszkańcy zgromadzeni na zebraniach wiejskich. W tym trybie są przyjmowane kalendarze imprez, przewidujące po kilkanaście przedsięwzięć w ciągu roku, organizowanych z reguły połączonymi siłami kilku podmiotów społecznych
W wyborach do Rady Gminy Kłodawa przeprowadzonych w roku 2019 w Wojcieszycach zostały utworzone okręgi wyborcze nr 8 i 9, posiadające łącznie 2 mandaty. Uzyskali je Henryk Brzana i Andrzej Korona.
Organizacje pozarządowe
- Klub Seniora zawiązał się w roku 2003. Jest organizacją nieformalną, ale bardzo aktywną. Prawa członkowskie automatycznie uzyskują mieszkańcy wsi, którzy ukończyli 60 rok życia i tylko od nich zależy, czy i w jakim stopniu będą z nich korzystać. Prawie dwudziestu najaktywniejszych członków spotyka się co tydzień, znacznie większa liczba uczestniczy w spotkaniach świąteczno-noworocznych, z okazji Dnia Seniora itp. Przynajmniej raz w roku organizowana jest autokarowa wycieczka krajowa lub zagraniczna. Inicjatorem powstania klubów seniora w gminie Kłodawa był Stanisław Dreger, od 2011 r. przewodniczącą miejscowego klubu jest Jadwiga Szugzdzinis[62].
- Koło PZW „Bizon” powstało w roku 1978. Należy do niego około 60 członków; prezesem jest Henryk Sikora. Koło sprawuje opiekę nad dzierżawionym przez Polski Związek Wędkarski jeziorem Wojcieszyckim. Tradycyjną formą działania jest organizowanie zawodów wędkarskich na rozpoczęcie i zakończenie sezonu oraz o mistrzostwa koła[63].
- Rada Kościelna powstała w roku 2011. Liczy 6 członków; przewodniczącym jest Henryk Brzana. Jej głównym zadaniem jest dbanie o wystrój wnętrza i otoczenie budynku miejscowego kościoła; raz do roku organizuje festyny rodzinne[64].
- Stowarzyszenie Wojcieszyce XXI powstało w roku 2011. Jest zarejestrowane w Krajowym Rejestrze Sądowym pod numerem 0000392947; liczy niespełna 30 członków, prezesem jest Andrzej Korona[65]. Koncentruje się na działaniach o charakterze kulturalno-rozrywkowym, a także szkoleniowym. Pozyskało od Fundacji Orange wyposażenie pracowni komputerowej, która została ulokowana w świetlicy wiejskiej. Jest głównym organizatorem corocznych festynów pn. „Święto Pieczonego Ziemniaka”[66].

Witryna internetowa
www.wojcieszyce.info powstała w maju 2010 r. Posiada rozbudowany dział informacyjny i galerie, publikuje bieżące wiadomości z życia wsi i umożliwia ich komentowanie. W roku 2013 zdobyła II miejsce w konkursie na najlepszą wiejską stronę internetową „SOŁECTW@ w sieci” zorganizowanym przez Krajowe Stowarzyszenie Sołtysów pod patronatem Ministra Administracji i Cyfryzacji.

## Mieszkania
Według Narodowego Spisu Powszechnego Ludności i Mieszkań przeprowadzonego w roku 2002 według stanu na 20 maja 2002, w Wojcieszycach było 70 budynków mieszkalnych, z których wszystkie posiadały podłączenie do wodociągu, 66 kanalizację i 51 centralne ogrzewanie. Znajdowało się w nich 240 mieszkań zamieszkanych (w tym 237 na stałe) oraz 9 niezamieszkanych. Powierzchnia użytkowa mieszkań wynosiła 16140 m². Jedno mieszkanie było jednoizbowe, 12 dwuizbowych, 55 trzyizbowych, 121 czteroizbowych, 48 posiadało pięć i więcej izb.
Najwięcej, bo 85 mieszkań, miało powierzchnię 60–79 m², 46 mieszkań powierzchnię w granicach 50–59 m², 31 mieszkań 30–39 m², 30 mieszkań 40–49 m², 18 mieszkań 120 i więcej m², 16 – 100–119 m² i 11 mieszkań powierzchnię w granicach 80–99 m². Spośród 890 mieszkańców, 9 dysponowało powierzchnią poniżej 7,0 m² na osobę, 152 – 7,0-9,9 m²/osobę, 289 – 10,0-14,9 m²/osobę, 203 – 15,0-19,9 m²/osobę, 125 – 20,0-29,9 m²/osobę, 112-30,0 i więcej m²/osobę.
W budynkach powstałych przed 1918 rokiem znajdowało się 25 mieszkań o powierzchni 2256 m², z okresu 1918–1944 pochodziło 18 mieszkań o powierzchni 1981 m². W latach 1945–1970 zbudowano 15 mieszkań liczących 821 m², latach 1971–1978 powstało 37 mieszkań o powierzchni 1883 m². Najwięcej, bo aż 82 mieszkania i 4728 m² przybyło w okresie 1979–1988. Od roku 1989 do 2002 przyrost wyniósł 32 mieszkania (łącznie z będącymi w budowie) i 2859 m². W latach 2002–2007 nie wybudowano ani jednego mieszkania, natomiast od 2008 do 2014 r. oddano do użytku 17 mieszkań o powierzchni 1482 m².
164 lokali mieszkalnych znajduje się w budynkach wielorodzinnych: siedmiu czteropiętrowych blokach z wielkiej płyty mieszczących po 20 mieszkań oraz trzech jednopiętrowych budynkach po 8 mieszkań. Powstały one jako inwestycje Stacji Hodowli Roślin i były przeznaczone dla jej pracowników. W latach dziewięćdziesiątych większość pracowników zlikwidowanej SHR wykupiła swoje mieszkania po ulgowych cenach, pozostałe zostały skomunalizowane. W rezultacie w 2002 r. 226 mieszkań stanowiło własność osób fizycznych, a 11 gminy. W tym czasie działała jeszcze kotłownia osiedlowa, która ogrzewała i zasilała w ciepłą wodę 131 mieszkań, ale została niebawem zlikwidowana.
W roku 2009 powstało 7 mieszkań socjalnych w parterowym obiekcie o konstrukcji modułowej, wybudowanym ze środków gminy Kłodawa.

## Infrastruktura społeczna
Gminny Ośrodek Kultury
działa od roku 1985, mieści się w piętrowym budynku z lat siedemdziesiątych XX w. przy ul. Wspólnej 45.
Przedszkole
mieści się przy ul. Osiedlowej 6, w obiekcie typowym, zbudowanym na przełomie lat 70 i 80 XX w.
Świetlica wiejska
mieści się przy ul. Wspólnej 66 w parterowym obiekcie wybudowanym w latach 1962–64 w czynie społecznym (przy dużym wkładzie pracy mieszkańców) z przeznaczeniem na szkołę. Po jej likwidacji na początku XXI wieku budynek został oddany w użytkowanie sołectwu Wojcieszyce i poddany remontowi, który był prowadzony etapami, ciągnął się przez kilka lat i został definitywnie zakończony w roku 2014. Posiada jedną salę o powierzchni 68,8 m³, dwie sale po 36,5 m³, kuchnię, sanitariaty. Na działce o powierzchni 0,33 ha znajduje się również boisko do siatkówki plażowej, utwardzony podest do tańca, miejsce na ognisko i magazynek gospodarczy.
Przez pięć dni w tygodniu prowadzone są zajęcia świetlicowe dla dzieci, systematycznie odbywają się spotkania Klubu Seniora, próby zespołu wokalnego, zebrania, imprezy okolicznościowe.
Ośrodek zdrowia
Punkt lekarski mieści się przy ul. Wspólnej 45. Jest czynny dwa dni w tygodniu (wtorki i czwartki), przyjmuje lekarz rodzinny oraz pediatra.
Stadion piłkarski
mieści się przy ul. Sportowej 2. Jest zarządzany i wykorzystywany przez Klub Piłkarski "Progres" Gorzów Wlkp. Rozgrywa na nim mecze również drużyna GKS SHR Wojcieszyce. Boisko główne o wymiarach 100x70 m posiada instalację do podlewania. Poza nimi na stadionie znajduje się boisko treningowe o wymiarach 100x80 m oraz pawilon sportowy, mieszczący szatnie, siłownię, magazyn i salkę klubową.
Plac zabaw dla dzieci
znajduje się przy ul. Osiedlowej w sąsiedztwie bloków mieszkalnych. Zajmuje działkę o powierzchni 0,19 ha. Jest ogrodzony, ale słabo wyposażony.
Plaża
znajduje się na południowo-wschodnim brzegu jeziora, kilkaset metrów od zabudowań wsi. Jest niewielka, wyposażona w kilka ławek, posiada wyznaczone miejsce na ognisko. Korzystają z niej głównie mieszkańcy.

## Infrastruktura techniczna
Wodociągi i kanalizacja
Na początku lat sześćdziesiątych XX w. Stacja Hodowli Roślin zbudowała wodociąg dla potrzeb zakładu, a po pewnym czasie przyłączyli się do niego mieszkańcy wsi. Pod koniec 70 lat powstała oczyszczalnia ścieków, która obsługiwała mieszkania znajdujące się w blokach oraz przedszkole, szkołę, Dom Socjalny i pawilon sportowy. Sieć kanalizacyjna, a także wodociągowa, która była zasilana z ujęcia znajdującego się przy drodze nr 1406F i obejmowała praktycznie całą wieś, została na początku roku przejęta przez Przedsiębiorstwo Wodociągów i Kanalizacji w Gorzowie Wlkp. Wkrótce potem wybudowano kolektor łączący wieś siecią PWiK z i zrezygnowano z lokalnego ujęcia wody. Również miejscowa oczyszczalnia ścieków uległa likwidacji w związku z realizacją programu rozbudowy sieci kanalizacyjnej w mieście Gorzowie Wlkp. i sąsiednich miejscowościach, dofinansowanego z Funduszu Spójności Unii Europejskiej. Kolejny etap rozwoju sieci kanalizacyjnej nastąpił w roku 2014 w ramach projektu „Uporządkowanie gospodarki wodno-ściekowej na obszarze Związku Celowego Gmin MG-6”.
W rezultacie tych inwestycji sieć wodociągowa na terenie wsi ma długość 5679 m. Sieć kanalizacji sanitarnej 7425 m, z tego 4136 m kanalizacji grawitacyjnej i 3289 m tłocznej. Istnieje pilna potrzeba ich rozbudowy na terenach, gdzie rozwija się budownictwo mieszkaniowe, tzn. na Osiedlu Południowym i przy ul. Krętej.
Energia
Zaopatrzenie w energie elektryczną zapewnia ENEA S.A Wydział Usług Dystrybucji Gorzów Wlkp. Miejscowość jest zasilana linią średniego napięcia, na jej terenie działają dwa transformatory.
Sieć gazowa została wybudowana po roku 2002 przez EWE energia sp. z o.o., która dostarcza do odbiorców indywidualnych gaz ziemny wysokometanowy E (GZ-50), pobierany ze stacji 760240 w Kłodawie należącej do Wielkopolskiej Spółki Gazownictwa sp. z o.o. Znaczna część mieszkańców korzysta z gazu butlowego propan-butan.
Pod koniec lat siedemdziesiątych XX w. została zbudowana osiedlowa kotłownia węglowa, zapewniająca ogrzewanie i zaopatrzenie w ciepłą wodę bloków mieszkalnych, stołówki, przedszkola, szkoły i GOK. Po przejęciu przez Spółdzielnię Mieszkaniową "Trzynastka" na początku lat 90, została dostosowana do spalania oleju opałowego. Okazało się to rozwiązaniem nietrafnym, gdyż spowodowało znaczny wzrost kosztów. Wobec rezygnowania kolejnych odbiorców i przechodzenie na ogrzewanie indywidualne, około roku 2003 kotłownia została wyłączona i zlikwidowana.
Łączność
We wsi znajduje się centrala telefoniczna firmy Orange Polska S.A. połączona linią światłowodową z centralą nadrzędną w Gorzowie Wlkp. Urządzenia w niej zamontowane pozwalają na korzystanie z internetu (ADSL). Taką możliwość stwarzają również łącza bezprzewodowe firmy NVVI Internet Marketing z Gorzowa Wlkp.
Sygnał wszystkich operatorów sieci komórkowej GSM jest dobrze lub dość dobrze odbierany na prawie całym terenie miejscowości.
Drogi
Przez Wojcieszyce przebiegają dwie drogi powiatowe:
- nr 1404F Wojcieszyce – Różanki – Janczewo,
- 1406F: Kłodawa (ulica Wojcieszycka) – Wojcieszyce – Wawrów – Czechów[15].

Znajdują się one w złym stanie technicznym. Posiadają ograniczona nośność, bitumiczne nawierzchnie są spękane, przez co tworzą się w nich wyrwy.
Kolejne dwie drogi publiczne:
- prowadząca przez lasy do wsi Łośno (przedłużenie ul. Strzeleckiej),
- prowadząca przez pola do Gorzowa Wlkp. (przedłużenie ul. Polnej),

również znajdują się w zarządzie Powiatu Gorzowskiego, ale nie zostały skategoryzowane. Posiadają bardzo zaniedbane nawierzchnie gruntowe i są okresowo trudno przejezdne.
Transport publiczny
Miejscowości wchodzące w skład gminy Kłodawa są obsługiwane przez przedsiębiorstwo PKS Gorzów Wlkp. Sp. z o.o. w Gorzowie Wlkp. Przez Wojcieszyce przebiegają linie:
- 1A – trasa Gorzów Wlkp. – Wojcieszyce – Różanki – Różanki Szklarnia – Gorzów Wlkp. (6 kursów w dni robocze, 4 kursy w soboty, 3 kursy w niedziele i święta),
- 1B – trasa Gorzów Wlkp. – Wojcieszyce – Różanki – Różanki Szklarnia – Gorzów Wlkp. (5 kursów w dni robocze, 3 kursy w soboty, 2 kursy w niedziele i święta),
- 3C – trasa Gorzów Wlkp. – Kłodawa – Łośno – Lipy – Rybakowo – Santoczno – Zdroisko – Różanki – Wojcieszyce – Kłodawa – Gorzów Wlkp. (1 kurs dziennie),
- 3D – trasa Gorzów Wlkp. – Kłodawa – Wojcieszyce – Różanki – Zdroisko – Santoczno – Rybakowo – Lipy – Łośno – Kłodawa – Gorzów Wlkp. (1 kurs dziennie)[83].

## Gospodarka
Co najmniej od początków XVIII wieku podstawę ekonomiczną wsi stanowiła gospodarka wielkoobszarowa. W 1946 r. władze polskie przejęły od Armii Czerwonej około 800 ha ziemi, zabudowania folwarczne i pałacyk. Początkowo zarządzały nimi Państwowe Nieruchomości Ziemskie; w 1949 utworzono Zespół Państwowych Gospodarstw Rolnych, do którego włączono również gospodarstwa z Różanek, Kłodawy, Gralewa i Wawrowa. W roku 1956 Poznańska Hodowla Roślin przejęła gospodarstwa w Wojcieszycach, Różankach oraz Kłodawie i powołała Stację Hodowli Roślin z siedzibą w Wojcieszycach z zadaniem tworzenia nowych odmian oraz produkcji kwalifikowanego materiału siewnego. W latach siedemdziesiątych zakład przeszedł do Zielonogórskiego Przedsiębiorstwa Hodowli Roślin i Nasiennictwa. W 1978 r. rozpoczęły się duże inwestycje: wybudowano fermę na 500 krów przy drodze do Gorzowa Wlkp. (do tego czasu obory znajdowały się na terenie starego folwarku), na miejscu dziewiętnastowiecznych czworaków postawiono bloki mieszkalne. Powstało zakładowe przedszkole, pawilon sportowy, stołówka i dom socjalny dla pracowników, których było w tym czasie ponad 230.
Pod koniec lat osiemdziesiątych XX wieku wojcieszycka Stacja Hodowli Roślin była dużym, nowoczesnym i produktywnym zakładem rolnym, gospodarującym na ok. 2,5 tys. ha. Część produkcyjna przynosiła znaczne zyski, które pozwalały na wypłacanie pracownikom godziwych pensji oraz inwestowanie w rozwój. Wskutek zmian politycznych oraz społeczno-ekonomicznych, zachodzących po roku 1989, nastąpiło pogorszenie zewnętrznych warunków działania. Drastycznie okrojono finansowanie postępu biologicznego, przedsiębiorstwo znalazło się w tzw. pułapce kredytowej. Próbą wyjścia z sytuacji była restrukturyzacja gospodarstwa. SHR wyzbyła się ziemi i zabudowań w Różankach oraz w Kłodawie, a także obiektów nieprodukcyjnych: 280 mieszkań, kotłownię i inne urządzenia komunalne przekazała Spółdzielni Mieszkaniowej "Trzynastka", zaś przedszkole, dom socjalny (w którym mieścił się GOK), boisko i pawilon sportowy – gminie. Znacznie zredukowała zatrudnienie: spośród zatrudnionych w owym czasie 154 pracowników wymówienie otrzymało 67.
W 1993 roku zakład przejęła w dzierżawę na 10 lat spółka z o.o. pod nazwą "SHR Przedsiębiorstwo Rolno-Handlowe", założona przez 24 byłych pracowników przedsiębiorstwa państwowego. Do 1998 osiągała zyski z uprawy ziemi oraz hodowli bydła mlecznego i jałówek. W kolejnych latach susze mocno obniżyły plony, a w dodatku spadły ceny skupu i wzrosły koszty produkcji. W listopadzie 2002 skończyła się 10-letnia umowa dzierżawy i 27 pracowników spółki straciło pracę, AWRSP wystawiła ziemie oraz budynki na przetarg. Nowym dzierżawcą został właściciel Zakładu Ogrodniczego "Różanki", oddalonego kilka kilometrów od Wojcieszyc. Skoncentrował się on ma produkcji roślinnej; budynki farmy zostały rozebrane, a obiekty na terenie pofolwarcznym w większości są niewykorzystywane.
We wsi istnieje ok. 7 gospodarstw indywidualnych, które stanowią dla swoich właścicieli główne źródło dochodów, jednak rolnictwo przestało być nim dla większości mieszkańców. Najważniejszym źródłem utrzymania jest praca najemna w przedsiębiorstwach oraz instytucjach zlokalizowanych w pobliskim mieście Gorzowie Wlkp. Duże znaczenie ma emigracja zarobkowa, a także tzw. samozatrudnienie, o czym świadczą dane statystyczne zawarte w poniższej tabeli, wskazujące na bardzo znaczną przewagę niewielkich podmiotów: na 75 istniejących w roku 2014 aż 67 to osoby fizyczne, prowadzące działalność gospodarczą. Tylko jeden podmiot zatrudniał więcej niż 9 osób.
|                                                                                    | 2012 | 2013 | 2014 | 2017 |
| Gminne i powiatowe samorządowe jednostki organizacyjne                             |      |      |      |      |
| Działalność związana z kulturą, rozrywką i rekreacją                               | 1    | 1    | 1    | 1    |
| Osoby fizyczne prowadzące działalność gospodarczą                                  |      |      |      |      |
| ogółem                                                                             | 62   | 70   | 67   | 82   |
| Przetwórstwo przemysłowe                                                           | 5    | 5    | 5    | 9    |
| Budownictwo                                                                        | 16   | 18   | 17   | 18   |
| Handel hurtowy i detaliczny; naprawa pojazdów samochodowych, włączając motocykle   | 19   | 20   | 17   | 17   |
| Transport i gospodarka magazynowa                                                  | 7    | 8    | 8    | 8    |
| Działalność związana z zakwaterowaniem i usługami gastronomicznymi                 | 2    | 2    | 2    | 4    |
| Informacja i komunikacja                                                           | 4    | 4    | 4    | 4    |
| Działalność finansowa i ubezpieczeniowa                                            | 3    | 3    | 3    | 5    |
| Działalność profesjonalna, naukowa i techniczna                                    | 4    | 6    | 6    | 6    |
| Działalność w zakresie usług administrowania i działalność wspierająca             | 1    | 1    | 1    | 2    |
| Działalność związana z kulturą, rozrywką i rekreacją                               | 0    | 1    | 1    | 1    |
| Pozostała działalność                                                              | 1    | 1    | 1    | 3    |
| Osoby prawne i jednostki organizacyjne niemające osobowości prawnej                |      |      |      |      |
| ogółem                                                                             | 9    | 9    | 9    | 18   |
| Budownictwo                                                                        | 1    | 1    | 1    | 1    |
| Handel hurtowy i detaliczny; naprawa pojazdów samochodowych, włączając motocykle   | 3    | 3    | 3    | 3    |
| Transport i gospodarka magazynowa                                                  | 1    | 0    | 0    | 0    |
| Edukacja                                                                           | 0    | 1    | 1    | 1    |
| Działalność związana z kulturą, rozrywką i rekreacją                               | 2    | 2    | 2    | 2    |
| Pozostała działalność                                                              | 2    | 2    | 2    | 10   |
| Podmioty gospodarki narodowej według formy prawnej                                 |      |      |      |      |
| Spółki handlowe z ograniczoną odpowiedzialnością z udziałem kapitału zagranicznego | 1    | 1    | 1    | 1    |
| Spółki cywilne ogółem                                                              | 4    | 3    | 3    | 4    |
| Podmioty według grup rodzajów działalności                                         |      |      |      |      |
| ogółem                                                                             | 71   | 79   | 76   | 100  |
| przemysł i budownictwo                                                             | 22   | 24   | 24   | 29   |
| pozostała działalność                                                              | 49   | 55   | 52   | 71   |
| Podmioty według klas wielkości                                                     |      |      |      |      |
| 0 – 9 zatrudnionych                                                                | 71   | 79   | 75   | 99   |
| 10 – 49 zatrudnionych                                                              | 0    | 0    | 1    | 1    |

Stosunkowo niewiele podmiotów gospodarczych, posiadających siedzibę w Wojcieszycach, jest nastawionych głównie na zaspokajanie miejscowego popytu: dwa sklepy spożywczo-przemysłowe i warsztat samochodowy, zakłady usług leśnych. Gospodarstwo agroturystyczne, firmy świadczące usługi transportowe, budowlane, instalatorskie, czy finansowe, muszą siłą rzeczy szukać klientów poza wsią. Salon samochodowy Toyoty oraz komis samochodowy zostały ulokowane na obrzeżach sołectwa, w bliskim sąsiedztwie miasta.
Zmniejszenie zatrudnienia, a potem upadek Stacji Hodowli Roślin, wywołały proces ekonomicznej degradacji wsi. Jest on pogłębiany przez politykę władz gminy polegającą na zaniżaniu wydatków na Wojcieszyce w porównaniu z innymi miejscowościami. Choć ich ludność stanowi 12,5% zaludnienia Gminy Kłodawa, w latach 2007–2014 przypadło na nie zaledwie 8,3% nakładów inwestycyjnych gminy. Wyniosły one na 1 mieszkańca 4873 zł, co stanowi 63,8% przeciętnych wydatków na mieszkańca gminy (7634 zł).
Przez kilka lat był forsowany projekt wybudowania niewielkiego lotniska na polach w trójkącie wyznaczonym przez Różanki, Osiedle Południowe i starą wieś Wojcieszyce. Wzbudził on jednak opory i został odrzucony w referendum gminnym większością 52,27% (a w przypadku Wojcieszyc 62,77%) głosów mieszkańców okolicznych wsi, zaniepokojonych potencjalnymi zagrożeniami spowodowanymi przez tę inwestycję.
Innym kierunkiem myślenia jest stworzenie warunków dla ulokowania na terenie wsi przedsiębiorstw przemysłowych lub logistycznych. Na jego realność wskazują podjęte w roku 2014 uchwały Rady Gminy Kłodawa w sprawie włączenia do Kostrzyńsko-Słubickiej Specjalnej Strefy Ekonomicznej wyznaczonych obszarów i opracowania dla nich miejscowego planu zagospodarowania.

## Oświata
Szkoła podstawowa
W 1875 r. przy drodze do Różanek (obecnie ul. Wspólna 48) wybudowano szkołę z jedną salą lekcyjną, w której na dwie zmiany uczyło się osiem klas. W roku 1937 została zbudowana nowa szkoła (obecnie ul. Wspólna 64). Również ona mieściła jedną izbę lekcyjną oraz mieszkanie dla nauczyciela nazwiskiem Weber, który opiekował się klasami V–VIII. W starej szkole pozostały klasy I–IV pod pieczą Bruno Schacka.
Organizatorką i pierwszą kierowniczką polskiej szkoły była Jadwiga Beutler. W pierwszych latach powojennych lekcje odbywały się w budynku szkolnym z roku 1875 lub znajdującej się w sąsiedztwie sali wiejskiej, później zostały przeniesione do szkoły zbudowanej w roku 1937 i obejmowały klasy I–IV.
Na początku lat sześćdziesiątych do szkoły uczęszczało około osiemdziesięciu uczniów, dlatego jedna klasa uczyła się w sali klubokawiarni RUCH, mieszczącej się w budynku pierwszej szkoły niemieckiej. W 1962 rozpoczęto budowę nowej szkoły w czynie społecznym, w ramach ogólnopolskiej akcji Tysiąc Szkół na Tysiąclecie Państwa Polskiego. W roku 1964 został oddany do użytku parterowy budynek, mieszczący trzy izby lekcyjne oraz spory hol, w którym odbywały się lekcje wf. W starej szkole zorganizowano przedszkole, mieściło się w niej nadal mieszkanie nauczycielskie.
W roku 1973 wojcieszycka szkoła i przedszkole zostały włączone w struktury Zbiorczej Szkoły Gminnej w Kłodawie jako filie. W roku 1980 rozpoczęło działalność przedszkole przyzakładowe Stacji Hodowli Roślin, wobec czego zlikwidowano placówkę przyszkolną. W 1985 r. szkoła ponownie stała się samodzielną jednostką z klasami I–VI (uczniowie klas VII i VIII dojeżdżali do szkoły w Kłodawie). W takiej formie funkcjonowała do końca roku szkolnego 2000/2001, kiedy to została zlikwidowana z powodu malejącej liczby uczniów.
Przez kilka lat istniał w Wojcieszycach zamiejscowy oddział Zespołu Szkół w Różankach, w którym uczyły się dzieci z klas I–III. Ten sam status posiadało również przedszkole, które w międzyczasie stało się placówką samorządową. Obie jednostki mieściły się w jednym budynku byłego przedszkola zakładowego, jednak lekcje wychowania fizycznego nadal odbywały się w holu szkoły z roku 1964, który otrzymała w użytkowanie Rada Sołecka. Pogłębiający się niż demograficzny był główną przyczyną likwidacji szkoły w Wojcieszycach nawet w tak okrojonych wymiarach; od tego czasu wszystkie dzieci są dowożone specjalnym autobusem do szkoły podstawowej oraz gimnazjum w odległych o około 3 km Różankach.
Przedszkole „Wesoła Gromada”
Oddział przedszkolny przy szkole podstawowej nie posiadał odpowiednich warunków lokalowych, więc ze środków Stacji Hodowli Roślin rozpoczęto pod koniec lat 70 budowę nowoczesnego obiektu, w którym znalazły się dwie obszerne sale, szatnie, zaplecze kuchenne i sanitarne oraz mieszkanie służbowe. W roku 1980 uruchomiono przedszkole przyzakładowe, którego pierwszym dyrektorem została Teresa Hajduk. Na początku lat dziewięćdziesiątych, w związku z likwidacją SHR jako przedsiębiorstwa państwowego, przedszkole zostało przejęte przez Gminę Kłodawa i zmieniło nazwę na Przedszkole Gminne w Wojcieszycach.
W roku 2000 placówka utraciła samodzielność organizacyjną i stała się oddziałem Zespół Szkół w Różankach. Odzyskała ją w 2013 roku w następstwie uchwały Rady Gminy w Kłodawie o utworzeniu publicznego przedszkola w Wojcieszycach z oddziałem zamiejscowym w Różankach. Jego Dyrektorem została Joanna Grymuza.
Placówka, która przyjęła nazwę „Wesoła Gromada”, prowadzi po dwie grupy w każdej z miejscowości, liczące maksymalnie do 25 dzieci każda. W latach 2013–2014 budynek w Wojcieszycach został poddany gruntownemu remontowi.

## Kultura
Gminny Ośrodek Kultury w Kłodawie z siedzibą w Wojcieszycach
powstał 1 stycznia 1985 r. w wyniku porozumienia Naczelnika Gminy Kłodawa z dyrektorem Stacji Hodowli Roślin o wspólnym prowadzeniu działalności kulturalnej, na mocy którego gmina przejęła obiekt wybudowany kilka lat wcześniej z przeznaczeniem na przyzakładowy Dom Socjalny. Organizatorem i pierwszym dyrektorem była Regina Korona. W początkowym okresie działalność skupiała się na sekcjach zlokalizowanych w Wojcieszycach: muzycznej, plastycznej, fotograficznej, teatralnej oraz na sprawowaniu opieki nad zespołami amatorskimi, działającymi w pozostałych wsiach, m.in. w Kłodawie, Różankach, Santocku i Łośnie. W 1996 r. GOK został przekształcony w Gminny Ośrodek Kultury i Sportu (GOKiS), w jego struktury włączono Wielosekcyjny Klub Sportowy. W roku 1999 doszły zadania związane z turystyką oraz wydawaniem czasopisma gminnego „Kłodawskie Wieści”. W roku 2003 dokonano kolejnych zmian w statucie, tym razem polegających na wyłączeniu zadań i obowiązków dotyczących sportu oraz turystyki, co oznaczało powrót do organizowania i prowadzenia działalności kulturalnej w imieniu Gminy Kłodawa.
Po roku 2000 jest widoczne dążenie do możliwie równomiernego objęcia działalnością GOK terenu całej gminy. Placówce zostały podporządkowane świetlice dziecięce (działające w dziesięciu sołectwach) i powierzona wiodąca rola w organizowaniu cyklicznych imprez gminnych (m.in. Kłodawska Majówka i dożynki) oraz zajęć pozaszkolnych w trakcie ferii zimowych i wakacji (m.in. polsko-niemiecki obóz integracyjny w Lipach).
GOK współorganizuje festyny sołeckie w Wojcieszycach oraz w innych wsiach, wspiera sześć zespołów śpiewaczych (w tym wojcieszyckie „Echo”), posiada sekcje: taneczną, filmową, plastyczną i sportową (gra w bule), z których część prowadzi działalność poza siedzibą Ośrodka. Działalność statutowa jest finansowana z budżetu Gminy Kłodawa, a dużą część środków pozyskiwana z Euroregionu Pro Europa Viadrina oraz organizacji Polsko-Niemiecka Współpraca Młodzieży. Od połowy roku 2011 dyrektorem GOK jest Jarosław Pikuła.
Świetlica środowiskowa
łączy funkcje upowszechniania kultury, organizacji czasu wolnego dzieci i młodzieży oraz opiekuńcze i wychowawcze. Jest prowadzona przez zatrudnioną w GOK instruktorkę Halinę Parafińską, która korzysta ze wsparcia kilkuosobowej grupy rodziców. Zajęcia odbywają się w pomieszczeniach świetlicy wiejskiej od poniedziałku do piątku w godzinach 16oo – 19oo. Uczestnicy biorą udział w warsztatach artystycznych, imprezach tematycznych, dyskotekach, grach i zabawach sportowo-rekreacyjnych, w czynach społecznych, a także w wycieczkach. Mają do dyspozycji komputery z dostępem do internetu przekazane przez stowarzyszenie Wojcieszyce XXI, stół do tenisa stołowego oraz tzw. piłkarzyki. Przeciętna frekwencja wynosi ok. 30 osób, okresowo bywa znacznie większa.
Punkt biblioteczny
Gminna Biblioteka Publiczna w Kłodawie posiada w Wojcieszycach wypożyczalnię książek społecznie prowadzoną przez Halinę Parafińską.
Zespół wokalny „Echo”
powstał w sierpniu 2012 roku. Poczałkowo działał jako chór kościelny, ale już po kilku miesiącach zadebiutował w repertuarze świeckim. Składa się z 12 osób, kierownikiem oraz akompaniatorem jest Zbigniew Tarasewicz. W repertuarze zespołu znajdują się pieśni i piosenki patriotyczne, ludowe, okolicznościowe oraz religijne, wykonywane przy akompaniamencie keyboardu.
„Echo” aktywnie uczestniczy w życiu lokalnej społeczności, występuje na imprezach organizowanych przez sołectwo oraz gminę. Jest zapraszane do występów na imprezach rangi powiatowej i wojewódzkiej. W roku 2015 zostało zakwalifikowane do udziału w XXIII Ogólnopolskim Festiwalu Grup Śpiewaczych „Ziemia i Pieśń” w Szprotawie i zdobyło trzecie miejsce w plebiscycie Najpopularniejszy Zespół Śpiewaczy w województwie lubuskim, zorganizowanym przez Gazetę Lubuską
Zespół taneczny „Marimba”
składa się z kilku dziewcząt uprawiających taniec nowoczesny. Ćwiczy ze zmiennym natężeniem, występuje głównie na imprezach lokalnych.

## Sport
Piłka nożna
Gminny Klub Sportowy „SHR” Wojcieszyce w sezonie 2014/2015 uczestniczył w rozgrywkach Klasy A grupy Gorzów Wielkopolski I. Prezesem jest Daniel Kaniewski, trenerem Paweł Białasek. W roku 2014 klub liczył 64 członków. Pracowało 3 trenerów, ćwiczyły 64 osoby, w tym 2 kobiety. 18 i mniej lat miało 24 zawodników.
Historia klubu sięga roku 1948, w którym powstał Ludowy Zespół Sportowy. Pod koniec 1958 stał się on klubem przyzakładowym miejscowej Stacji Hodowli Roślin. ZLKS SHR Wojcieszyce największe sukcesy sportowe osiągał w latach 80. XX w. m.in. dzięki wzmocnieniu drużyny przez studentów gorzowskiej filii AWF w Poznaniu. W tym czasie klub powołał własne przedsiębiorstwo remontowo-budowlane, którego zyski finansowały wydatki na sport i pozwoliły na utworzenie sekcji bridża sportowego. Działalność gospodarcza wygasła w początkach lat 90., w tym czasie zanikła współpraca z AWF. Likwidacja Stacji Hodowli Roślin oznaczała konieczność poszukiwania nowych rozwiązań organizacyjnych i ekonomicznych. W roku 1995 nastąpiło połączenie z klubem piłkarskim z sąsiednich Różanek, które utrzymało się do roku 2002. W międzyczasie z klubu odeszły sekcje bridżowa oraz kulturystyczna. Słynnym wychowankiem klubu jest Zenon Burzawa – były król strzelców Ekstraklasy w barwach Sokoła Pniewy i wieloletni zawodnik Stilonu Gorzów Wielkopolski.
Piłka plażowa
Na placu przy świetlicy wiejskiej znajduje się boisko do siatkówki plażowej. Jest ono wykorzystywane do celów rekreacyjnych, a sporadycznie do rozgrywania amatorskich turniejów na poziomie gminnym. W roku 2011 przy plaży zostało przygotowane drugie takie boisko, jednak okazało się niepotrzebne i szybko uległo degradacji.
Kulturystyka
W latach 90. XX w. Grzegorz Siwak własnym sumptem wykonał podstawowe urządzenia i sprzęt dla siłowni, która została urządzona w jednym z pomieszczeń pawilonu sportowego. Przez kilka lat funkcjonowała sekcja kulturystyczna GKS „SHR”, ale wobec narastających problemów finansowych i organizacyjnych wyszła ze struktur klubu. Działa jednak nadal jako grupa nieformalna, skupiająca kilka osób ćwiczących po kilka razy w tygodniu.

## Turystyka i rekreacja
Przez wieś przebiegają oznaczone szlaki turystyczne:
- czerwony – pieszy, długości 108 km, prowadzący z Kostrzyna nad odrą, przez Dąbroszyn, Witnicę, Bogdaniec, Gorzów Wlkp., jezioro Ostrowite, Santoczno, rezerwat „Rzeka Przyłężek”, Brzozę do Strzelec Krajeńskich,
- czarny – pieszy, długości 10,2 km, prowadzący z Leśniczówki Wojcieszyce przez jezioro Lubie do Lip,
- zielony – rowerowy, długości 64,5 km, prowadzący z Gorzowa Wlkp. przez Santocko, rezerwat „Dębina”, Łośno, Lipy, dolinę Santocznej, Santoczno, jezioro Ostrowite, Wojcieszyce i z powrotem do Gorzowa Wlkp.,
- czarny – rowerowy, długości 4,6 km, prowadzący z Wojcieszyc do Łośna[105].

Wojcieszyce często znajdują się na trasie pieszych i rowerowych wycieczek mieszkańców Gorzowa, wędrujących drogą gruntową, łącząca osiedle Górczyn w Gorzowie Wlkp. z Wojcieszycami lub drogami powiatowymi przez Kłodawę do Różanek lub Gorzowa Wlkp. W sezonie wędkarze licznie nawiedzają jezioro Wojcieszyckie; niewielka plaża przy północno-wschodnim brzegu jest wykorzystywana głównie przez mieszkańców.
Stylizowane na średniowieczny zamek gospodarstwo agroturystyczne, prowadzone przez Ernesta Krystkiewicza, dysponuje 32 miejscami noclegowymi oraz zapleczem kuchennym.

## Wyznania
We wsi znajduje się rzymskokatolicki kościół filialny pw. Podniesienia Krzyża Świętego należący do parafii pw. Świętego Stanisława Kostki w Różankach. Proboszczem jest ks. Tomasz Dobrowolski.

## Ludzie związani z miejscowością
- Karol Parno Gierliński (ur. 12 marca 1938 w Poznaniu, zm. 4 lutego 2015 w Nowym Mieście nad Pilicą) – cygańsko-polski rzeźbiarz, poeta i prozaik; działacz społeczny. Autor elementarza dla dzieci romskich Miri szkoła – Romano elementaro. W Wojcieszycach mieszkał i tworzył w latach 1999–2006[108].